# Henri Duparc

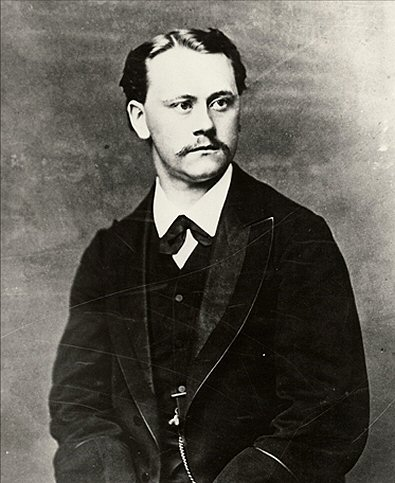
Henri Duparc

Marie Eugène Henri Fouques-Duparc (* 21. Januar 1848 in Paris; † 12. Februar 1933 in Mont-de-Marsan/Nouvelle-Aquitaine) war ein französischer Komponist.

## Leben
Duparc war einer der ersten Studenten von César Franck im Jesuitenkolleg von Vaugirard, absolvierte aber kein vollständiges Musikstudium. 1868 wurden seine ersten Kompositionen veröffentlicht. 1871 gründete er gemeinsam mit Camille Saint-Saëns die Société Nationale de Musique. Ein frühes Orchesterwerk, die symphonische Dichtung Lénore (1875), machte ihn schlagartig berühmt. Als sein Hauptwerk gilt aber das Liedschaffen, durch das er (neben Charles Gounod, Gabriel Fauré und Claude Debussy) nachhaltig das Musikleben der zweiten Hälfte des 19. Jahrhunderts in Frankreich beeinflusste.
Seine Lieder zeigen zwar den Einfluss Wagners und Berlioz’, atmen aber schon den Geist des Impressionismus. Eine farbige Orchesterbehandlung mit Harfe und Celesta und die typisch französische Kompositionsweise der „mélodies“ (im Unterschied zu deutschen Arien oder Liedern) machen seine Handschrift aus. Duparc war mit Ernest Chausson befreundet, der ihm sein Poème de l’amour et de la mer widmete. Umgekehrt widmete Duparc ihm einige seiner Lieder. Unter anderem vertonte er Texte der Dichter Charles Baudelaire und Théophile Gautier.
Der Komponist Henri Duparc war sehr selbstkritisch, so dass heute nur wenige seiner Werke erhalten sind. 1885 musste er wegen einer Nervenkrankheit sein Schaffen aufgeben. Bis zu seinem Tode lebte er in der Schweiz und widmete sich der Literatur und der Malerei.

## Werke

### Lieder (Auswahl)
- Chanson Triste (1868, rev. 1902, orchestriert 1911; Text von Jean Lahor)
- L’Invitation au Voyage (1869, 1892 u. 1895 orchestriert; Text von Charles Baudelaire)
- Au Pays où se fait la guerre (1871; Text von Théophile Gautier)
- Lamento (1883; Text von Théophile Gautier)
- Le Manoir de Rosemonde (1879; Text von Robert de Bonnières)
- Phidylé (1882, 1891–92 orchestriert; Text von Leconte de Lisle)
- La Vie antérieure (1884; Text von Charles Baudelaire)

### Orchesterwerke
- Aux étoiles (1874, rev. 1911), symphonische Dichtung
- Lénore (1875), symphonische Dichtung nach der Ballade Lenore von Gottfried August Bürger

### Weitere Werke
- eine Cellosonate (1867)
- verschiedene Kompositionen für Klavier

## Aufnahmen
Die Lieder von Duparc wurden u. a. von Gérard Souzay, Bernard Kruysen, Barbara Hendricks, Jan DeGaetani, Paul Groves, Véronique Gens und Wolfgang Holzmair gesungen. Duparc orchestrierte 1894 acht Lieder, in welcher Fassung sie von Janet Baker, Kiri Te Kanawa und Felicity Lott aufgenommen sind.